# Boca de Arroyo, Guerrero
Boca de Arroyo är en ort i Mexiko.   Den ligger i kommunen Atoyac de Álvarez och delstaten Guerrero, i den södra delen av landet, 290 km sydväst om huvudstaden Mexico City. Boca de Arroyo ligger 27 meter över havet och antalet invånare är 233.
Terrängen runt Boca de Arroyo är kuperad norrut, men söderut är den platt. Runt Boca de Arroyo är det ganska glesbefolkat, med 47 invånare per kvadratkilometer. Närmaste större samhälle är Atoyac de Álvarez, 3,6 km nordost om Boca de Arroyo. Omgivningarna runt Boca de Arroyo är en mosaik av jordbruksmark och naturlig växtlighet.